# (971) Alsacia
(971) Alsacia es un asteroide perteneciente al cinturón de asteroides descubierto el 23 de noviembre de 1921 por Alexandre Schaumasse desde el observatorio de Niza, Francia.
Está nombrado por Alsacia, una región de Francia.